# Sonic Brew
Pour les articles homonymes, voir Brew.
Albums de Black Label Society
Stronger than Death
(1984)
Singles
1. Born To Lose (promo)
Sortie : 1998
2. No More Tears (promo)
Sortie : 1999

Sonic Brew est le premier album du groupe de heavy metal américain Black Label Society. L'album est d'abord sorti au Japon, le 28 octobre 1998 et a été réédité le 4 mai 1999 aux États-Unis. Cet album est sorti sur le label Spitfire Records et a été produit par Zakk Wylde,  Ron & Howard Albert.

## Historique
Cet album fut enregistré dans les studios des frères Ron et Howard Albert à Miami en Floride. Zakk Wylde joue de tous les instruments, à l'exception de la batterie tenue par Phil Ondich, et assure aussi le chant.
Le groupe a eu des problèmes avec la marque de Scotch whisky Johnnie Walker, à cause de la pochette de l'album montrant une bouteille de la fameuse marque. Le groupe a donc refait une autre pochette quelques mois plus tard.
L'album ressortira en 2019 à l'occasion de son vingtième anniversaire avec deux titres bonus, une version acoustique de Black Pearl et une version "piano" de Spoke in the Wheel.

## Liste des chansons
- Tous les titres sont composés par Zakk Wylde sauf indication.

1. Bored To Tears – 4:28
2. The Rose Petalled Garden – 4:55
3. Hey You (Batch of Lies) – 3:53
4. Born To Lose – 4:23
5. Peddlers of Death – 4:33
6. Mother Mary – 4:26
7. Beneath the Tree – 4:09
8. Low Down – 5:04
9. T.A.Z. – 1:56
10. Lost My Better Half – 4:24
11. Black Pearl – 3:27
12. World of Trouble – 5:20
13. Spoke in the Wheel – 4:13
14. The Beginning... At Last – 4:26
15. No More Tears (Ozzy Osbourne, Zakk Wylde, Mike Inez, Randy Castillo, John Purdell) – 6:57 (reprise de Ozzy Osbourne)

## Musiciens
- Zakk Wylde: chant, guitares, basse et piano
- Phil Ondich: batterie, percussions
- Mike Inez: basse (chanson 15)